# CW-комплекс
CW-комплекс — тип топологічних просторів, запропонований Джоном Уайтхедом для потреб теорії гомотопій. Цей клас просторів ширший і має деякі кращі категоріальні властивості, ніж симпліційні комплекси, але так само зберігає комбінаторну природу, яка дозволяє обчислення (часто за допомогою значно меншого комплексу).

## Означення
Грубо кажучи, CW-комплекс будується з базових блоків — клітин. Точне визначення вказує, як ці клітини можна топологічно склеювати між собою.
n-вимірна замкнена клітина є образом n-вимірної замкненої кулі. Наприклад, симплекс є замкненою клітиною, і більш загально, опуклий багатогранник є замкненою клітиною. n-вимірна відкрита клітина — топологічний простір, гомеоморфний відкритій кулі. 0-вимірна відкрита (та замкнена) клітина є сінґлетоном.
Для формального означення, нехай {\displaystyle \Delta ^{n},\ B^{n}} і {\displaystyle S^{n}} позначають відповідно замкнуту одиничну кулю, відкриту одиничну кулю і одиничну сферу відповідних розмірностей. Для кожного {\displaystyle n\geqslant 0} нехай {\displaystyle A_{n}} позначає індексуючу множину і {\displaystyle \varphi _{\alpha }:\Delta ^{n}\to X} — для кожного {\displaystyle \alpha \in A_{n}} є неперервним відображенням образ якого називається замкненою клітиною у X (а образи {\displaystyle B^{n}} при цих відображеннях називаються відкритими клітинами).
CW-комплексом називається гаусдорфів простір X із вказаними індексуючими множинами і відображеннями, що задовольняє додаткові умови:
1. Відкриті клітини утворюють розбиття простору X, тобто {\displaystyle X=\bigcup _{n\geqslant 0,\ \alpha \in A_{n}}\varphi _{\alpha }(B^{n}).}
2. Всі відображення {\displaystyle \varphi _{\alpha }(B^{n})} є ін'єктивними і {\displaystyle \varphi _{\alpha }(B^{n})\cap \varphi _{\beta }(B^{m})} є непустою множиною лише коли {\displaystyle m=n} і {\displaystyle \alpha =\beta .}
3. n-кістяком CW-комплекса називається підпростір {\displaystyle X^{n}=\bigcup _{0\leqslant m\leqslant n,\ \alpha \in A_{m}}\varphi _{\alpha }(B^{m}).} Для всіх {\displaystyle n\geqslant 1} і {\displaystyle \alpha \in A_{n}} образи одиничних сфер належать кістякам відповідних розмірів, тобто {\displaystyle \varphi _{\alpha }(S^{n-1})\subset X^{n-1}.}
4. Для всіх {\displaystyle n\geqslant 0} і {\displaystyle \alpha \in A_{n}} множина {\displaystyle \varphi _{\alpha }(\Delta ^{n})} є підмножиною скінченного об'єднання множин виду {\displaystyle \varphi _{\beta }(B^{m}).}
5. Підмножина {\displaystyle V\subset X} є замкнутою підмножиною простору X, якщо і тільки якщо для всіх {\displaystyle n\geqslant 0} і {\displaystyle \alpha \in A_{n}} множина {\displaystyle (\varphi _{\alpha })^{-1}(V)} є замкнутою підмножиною у {\displaystyle \Delta ^{n}.}

### Індуктивне означення CW-комплексів
Якщо найбільша розмірність клітин CW-комплексу є рівною n, то число n називається розмірністю CW-комплексу. Якщо розмірності його клітин не мають обмеження зверху, то комплекс називається нескінченновимірним. 
n-кістяк CW-комплекса — об'єднання всіх клітин розмірності не більше n. 
Якщо об'єднання множини клітин замкнене, то воно теж є CW-комплексом, і називається підкомплексом. Отож, n-кістяк — найбільший підкомплекс розмірності n чи менше. Підкомплекс називається скінченним, якщо він є об'єднанням скінченної кількості клітин.
Відображення {\displaystyle f:X\to Y} між CW-комплексами називається клітинним відображенням, якщо образ n-кістяка комплекса X міститься у n-кістяку комплекса Y.
CW-комплекс часто конструюється шляхом визначення його кістяків індуктивно. Почнемо, взявши за 0-кістяк деякий дискретний простір. Далі приклеїмо 1-клітини до 0-кістяку. Тут 1-клітини приклеюються до точок 0-кістяка неперервним відображенням з одиничних 0-сфер, тобто, {\displaystyle S_{0}}. Визначимо 1-кістяк як фактор-простір, отриманий з об'єднання 0-кістяка та 1-клітин ототожненням точок границі 1-клітин фактор-відображенням точок границі 1-клітин в 1-клітини. В загальному випадку, взявши (n − 1)-кістяк і набір замкнених n-клітин, n-клітини приклеюються до (n − 1)-кістяка деяким неперервним відображенням з {\displaystyle S_{n-1}}, і ототожненням шляхом вказання відображень з границі кожної n-клітини у (n − 1)-кістяк. n-кістяк є фактор-простором, отриманим з об'єднання (n − 1)-кістяків і замкнених n-клітин ототожненням кожної точки границі n-клітини з її образом.

## Властивості
- Нехай X — CW-комплекс і Y — довільний топологічний простір. Тоді відображення {\displaystyle f:X\to Y} є неперервним тоді і тільки тоді коли неперервними є відображення {\displaystyle f\circ \varphi _{\alpha }:\Delta ^{n}\to Y} для всіх {\displaystyle n\geqslant 1} і {\displaystyle \alpha \in A_{n}.}
- Для всіх {\displaystyle n\geqslant 0} і {\displaystyle \alpha \in A_{n}} множина {\displaystyle \varphi _{\alpha }(\Delta ^{n})} є підмножиною скінченного підкомплексу у X (а не лише підмножиною скінченного об'єднання відкритих клітин як у пункті 4 означення).
- Кожна лінійна компонента зв'язності CW-комплекса є підкомплексом.
- Зв'язаний CW-комплекс є лінійно зв'язаним.
- Кожна компактна підмножина CW-комплекса міститься у скінченному підкомплексі.
- Якщо X  є CW-комплексом і Y — підкомплексом, то фактор-простір X/Y теж є CW-комплексом.
- Якщо всі простори {\displaystyle X_{\alpha }\ (\alpha \in A)} є CW-комплексами то і букет просторів {\displaystyle \bigvee _{\alpha }X_{\alpha }} є CW-комплексом, якщо всі виділені точки є 0-клітинами.
- Якщо X і Y  є CW-комплексами і або хоча б один із них є локально компактним простором або обидва містять не більш, ніж зліченну кількість клітин, то добуток {\displaystyle X\times Y} теж є CW-комплексом. В загальному випадку проте добуток із стандартною топологією не буде CW-комплексом. Тому на декартовому добутку X і Y  часто вводять альтернативну слабку топологію при якій підмножина {\displaystyle V\subset X\times Y} є замкнутою тоді і тільки тоді коли всі множини {\displaystyle (\varphi _{\alpha }\times \varphi _{\beta })^{-1}(V)} ,будуть замкнутими у {\displaystyle \Delta ^{n}\times \Delta ^{m}.}
- Якщо X і Y  є CW-комплексами і або хоча б один із них є локально компактним простором або обидва містять не більш, ніж зліченну кількість клітин, то смеш-добуток {\displaystyle X\wedge Y} теж є CW-комплексом. Для загального випадку можна отримати CW-комплекс ввівши топологію похідну від слабкої топології для добутку.
- Якщо X  є CW-комплексом і Y — підкомплексом, то виконується властивість абсолютного гомотопного продовження: якщо для будь-якого топологічного простору Z є неперервне відображення {\displaystyle f:X\to Z} і гомотопія {\displaystyle G:Y\times I\to Z} для якої {\displaystyle G|_{Y\times 0}=f|_{Y},} то існує також гомотопія {\displaystyle F:X\times I\to Z} для якої {\displaystyle F|_{X\times 0}=f} і {\displaystyle F|_{Y\times I}=G.}
- Накриваючий простір  CW-комплекса є CW-комплексом.
- Теорема Вайтхеда: відображення між CW-комплексами є гомотопною еквівалентністю тоді і тільки тоді коли воно породжує ізоморфізми на усіх групах гомотопій.
- Теорема про клітинне наближення: якщо {\displaystyle f:X\to Y} є неперервним відображенням між CW-комплексами і для деякого підкомплекса {\displaystyle Z} у {\displaystyle X}(можливо порожнього) обмеження {\displaystyle f|_{Z}} є клітинним відображенням, то існує таке клітинне відображення {\displaystyle g:X\to Y}, що є гомотопним до {\displaystyle f} відносно {\displaystyle Z.}

## Приклади
- Простір {\displaystyle \{re^{2\pi i\theta }:0\leq r\leq 1,\theta \in \mathbb {Q} \}\subset \mathbb {C} } є гомотопічно еквівалентним CW-комплексу (оскільки він є стягуваним) але на ньому неможливо ввести структуру CW-комплексу (оскільки всі CW-комплекси є локально стягуваними).
- Гавайська сережка — приклад топологічного простору, що гомотопно не є еквівалентним ніякому CW-комплексу.
- Ще одним прикладом простору, що не є гомотопно еквівалентним CW-комплексу є підпростір {\displaystyle V} на дійсній прямій елементами якого є числа 0 і {\displaystyle 1/n,\ n\in \mathbb {N} } із індукованою топологією. Цей підпростір є компактним і кожна його точка є окремою лінійною компонентою. Тоді кожен гомотопно еквівалентний простір має мати нескінченну кількість лінійних компонент. Якщо f є гомотопною еквівалентністю із V на CW-комплекс X, то f(V) буде компактною множиною і тому буде міститися у скінченному підкомплексі. Звідси також f(V) буде підмножиною скінченного об'єднання лінійних компонент X і тому f не може бути гомотопною еквівалентністю.
- Будь-який многогранник природним чином наділяється структурою CW-комплексу, а граф — одновимірного CW-комплексу.
- Якщо X є CW-комплексом, то і його надбудова, редукована надбудова і редукований конус є CW-комплексами.
- N-вимірна сфера допускає клітинну структуру з однією клітиною розмірності 0 і однією n-вимірною клітиною (оскільки n-вимірна сфера є гомеоморфною фактор-простору n-вимірного кулі по її границі). Інше клітинне розбиття використовує той факт, що вкладення «екватора» {\displaystyle S^{n-1}\to S^{n}} ділить сферу на дві n-вимірні клітини (верхню і нижню півсфери). За індукцією звідси можна одержати клітинне розбиття n-вимірної сфери з двома клітинами в кожній розмірності від 0 до n, а застосування конструкції прямої границі дозволяє отримати клітинне розбиття сфери {\displaystyle S^{\infty }}.
- Дійсний проективний простір {\displaystyle \mathbb {RP} ^{n}} допускає клітинну структуру з однією клітиною в кожній розмірності, а  {\displaystyle \mathbb {CP} ^{n}} — з однією клітиною в кожній парній розмірності.
- Нескінченновимірний гільбертів простір не є CW-комплексом. Такий простір є простором Бера і тому не є об'єднанням зліченної множини n-кістяків, кожен з яких є замкнутою підмножиною із пустою внутрішністю.
- Грассманіан допускає розбиття на клітини, що називаються клітинами Шуберта.
- Для будь-якого компактного  гладкого многовида можна побудувати гомотопічно еквівалентний йому CW-комплекс (наприклад за допомогою функції Морса).